# Gymnophaps albertisii
Pombo-montês-da-papua ou pombo-montês-papua (Gymnophaps albertisii) é uma espécie de ave da família Columbidae.
Pode ser encontrada nos seguintes países: Indonésia e Papua-Nova Guiné.
Os seus habitats naturais são: regiões subtropicais ou tropicais húmidas de alta altitude.